# 雀尾唇魚
雀尾唇魚，為輻鰭魚綱鱸形目隆頭魚亞目隆頭魚科的其中一種，分布於西印度洋區，紅海至阿曼灣海域，棲息深度2-30公尺，體長可達50公分，棲息在沿海礁沙區海域，以軟體動物為食，生活習性不明，可作為食用魚及觀賞魚。

## 擴展閱讀
維基物種上的相關：雀尾唇魚